# Leptobrachia leptopus
Leptobrachia leptopus är en manetart som först beskrevs av Adelbert von Chamisso och Karl Wilhelm Eysenhardt 1821.  Leptobrachia leptopus ingår i släktet Leptobrachia och familjen Catostylidae. Inga underarter finns listade i Catalogue of Life.